# Lajkonik

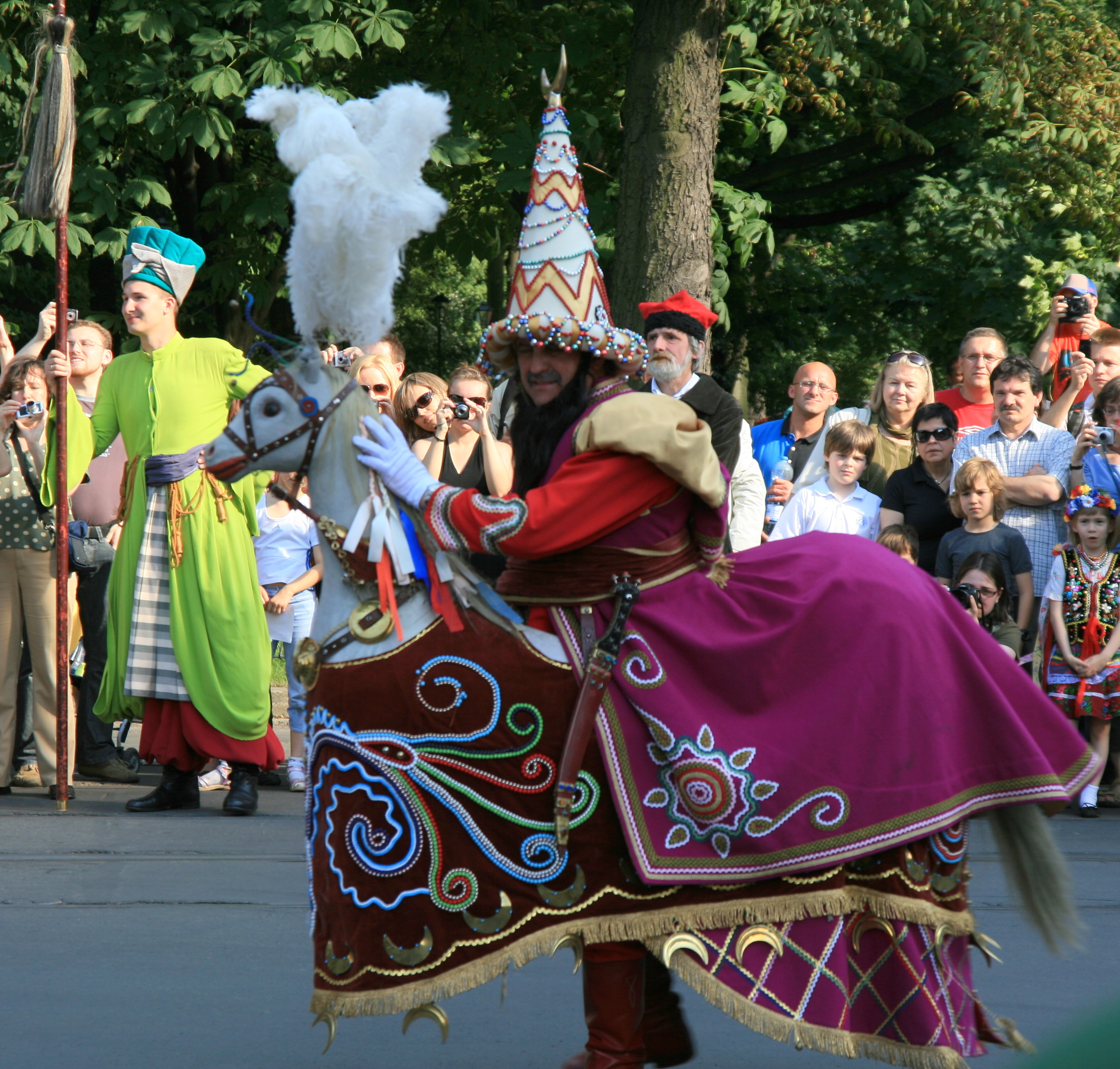

Le lajkonik (prononcer laïkonik) est un personnage populaire du folklore cracovien. Il s'agit d'un cavalier barbu portant un costume d'inspiration turco-tatare incluant une sorte de robe élargie figurant le cheval, dont la forme actuelle est due à Stanisław Wyspiański.
Il est parfois utilisé comme un symbole de la ville, utilisé par des agences de voyages, des hôtels et restaurants ou des groupes artistiques 
On peut le rapprocher dans la forme du "cheval-jupon" ou "homme-cheval" qu'on retrouve dans des traditions de carnaval comme au Pays basque (zamalgo) ou dans le Béarn et d'autres pays occitans (lo chivalet), à Cassel et en Belgique, par exemple à Mons.

## Histoire
Cette tradition remonterait aux sièges de la ville de Cracovie par les Tatars et les Mongols au XIIIe siècle. Les archives attestent de ce défilé à partir de 1738.
Selon certains, il s'agirait de commémorer la chevauchée triomphale légendaire d'un pêcheur de la région qui, après avoir vaincu les envahisseurs, revint en ville revêtu des vêtements de l'ennemi.
L'étymologie de la première partie du mot laj est sujette à des débats entre spécialistes. Konik est un diminutif pour cheval.

## Aujourd'hui
Le lajkonik est traditionnellement un des personnages centraux d'un défilé organisé depuis Zwierzyniec (ancien village sur les rives de la Vistule en amont du centre-ville, aujourd'hui partie intégrante de Cracovie) jusqu'à la Place centrale du Rynek Główny, chaque année à l'occasion des fêtes suivant la Fête-Dieu (une semaine après la fête religieuse). C'est souvent une personnalité connue du monde de la culture ou des affaires qui l'incarne.

### Date du défilé (de 2011 à 2015)
source : Musée historique de la ville de Cracovie
- 30 juin 2011
- 14 juin 2012
- 6 juin 2013
- 26 juin 2014
- 11 juin 2015

### Sens dérivés
- nom donné à un train intercité en Pologne (parcours Cracovie-Gdynia)
- nom donné à certains prix décernés lors du Festival du film de Cracovie, parfois traduits par simplification en français comme "chevaux" d'or et d'argent.

## Sources
- Łukasz Olszewski, Lajkonik. Legenda i tradycja, Muzeum Historyczne Miasta Krakowa, Kraków 2009  (ISBN 978-83-7577-076-6) (OCLC 750564923)

1. ↑  Zielinski-Zak, Judith. The History and Culture of Poland (1976, e-book 2002), p. 53.
2. ↑  « amisvn.free.fr/publication.htm »(Archive.org • Wikiwix • Archive.is • Google • Que faire ?).
3. ↑  « gites64.com/pays-basque-bearn-… »(Archive.org • Wikiwix • Archive.is • Google • Que faire ?).
4. ↑  Carnaval : rites, fêtes et traditions, Oleg Kochtchouk, Cabédita, 2011  (ISBN 978-2-88295314-8)
5. ↑  « tvp.pl/krakow/aktualnosci/rozm… »(Archive.org • Wikiwix • Archive.is • Google • Que faire ?).
6. ↑  « pierre.kwiatkowski.pagesperso-… »(Archive.org • Wikiwix • Archive.is • Google • Que faire ?).